# Cyrtopholis meridionalis
Cyrtopholis meridionalis is een spinnensoort in de familie van de van de vogelspinnen (Theraphosidae). Het betreft een Nomen dubium. De wetenschappelijke naam van de soort werd voor het eerst geldig gepubliceerd in 1891 door Eugen von Keyserling.